# Pappmine
Die Pappmine ist eine deutsche Panzerabwehrmine aus nichtmetallischen Materialien, insbesondere Karton, die im Zweiten Weltkrieg eingesetzt wurde.

## Hintergrund
Die Pappmine wurde im Jahr 1944 entwickelt, um aufgrund der Rohstoffknappheit und mangelnder Verarbeitungskapazität in der Metallindustrie eine einfach und kostengünstig herstellbare Panzerabwehrmine bereitzustellen. Durch die Vermeidung von metallischen Komponenten war die Pappmine durch Metalldetektoren nicht ortbar, was eine Räumung eines verminten Gebietes erschwerte.

## Aufbau
Das Gehäuse der Pappmine wurde aus hochfestem, wasserabweisend imprägniertem Karton in Form eines zylindrischen Bodenteils und eines darübergestülpten zylindrischen Deckels hergestellt, welche einen 5 kg schweren gepressten TNT-Block umschlossen.
In der Mitte des Deckels befand sich eine Öffnung zum Einführen eines druckempfindlichen Zünders, welcher nach dem Verlegen der Mine eingesetzt wurde, wobei die Öffnung nach dem Einführen des Zünders durch eine etwa 70 mm große Druckplatte aus dickem Glas verschlossen wurde. Der Zünder reagierte auf eine Druckbelastung von etwa 350 kg auf die Druckplatte. Dagegen war der Zünder unempfindlich gegenüber einer Erschütterung des Kartongehäuses, wodurch die Pappmine nur durch Fahrzeuge nicht jedoch durch Personen ausgelöst wurde.
Die Pappmine nutzt lediglich den Explosionsdruck, um feindliche Fahrzeuge zu zerstören, und verfügte über keine Hohlladung. Dadurch konnten einzelne Räder von Radfahrzeugen oder einige Gleiskettenglieder bzw. eine Fahrwerksrolle von Panzern zerstört werden, was die Weiterfahrt im Wesentlichen unterband.